# Hatice Sungur
Hatice Sungur est une joueuse de volley-ball turque née le 10 février 1984. Elle mesure 1,82 m et joue au poste d'attaquante. 

## Clubs
| Club                    | De        | À         |
| ----------------------- | --------- | --------- |
| SSK Ankara              | 2005-2006 | 2005-2006 |
| İller Bankası Ankara    | 2006-2007 | 2006-2007 |
| Galatasaray Istanbul    | 2007-2008 | 2007-2008 |
| Gazi Üniversitesi       | 2008-2009 | 2009-2010 |
| Pursaklar Belediyesi    | 2010-2011 | 2010-2011 |
| Kazan Belediye          | 2013-2014 | 2013-2014 |
| Maltepe Yalı SK         | juin 2014 | déc 2014  |
| Karayolları Spor Kulübü | 2014-2015 | 2014-2015 |
| Kazan Belediye          | 2015-2016 | 2015-2016 |
| Urfa MSK Spor Kulübü    | 2016-2017 | …         |